# Mushroomhead
I Mushroomhead (abbreviato MRH) sono un gruppo musicale alternative metal statunitense formatosi a Cleveland, Ohio nel 1993.

## Storia

### Mushroomhead,SuperbuickeM3(1993-2000)
Il 23 ottobre 1993 nascono i Mushroomhead ma solo come progetto parallelo. Per differenziarsi dagli altri gruppi dello stesso genere musicale, i vari membri iniziano a farsi conoscere con pseudonimi e si esibiscono utilizzando costumi e maschere. La band suona per la prima volta dal vivo nel 1993 e pochi giorni dopo sono sul palco facendo da supporto ai GWAR, un altro gruppo metal in maschera. A questo proposito sul sito web ufficiale della band il batterista Skinny dichiara: "Abbiamo fatto il nostro primo live il sabato." "Tre giorni dopo abbiamo ricevuto una chiamata per suonare con i GWAR al Cleveland Agora davanti a 2,000 persone - il nostro secondo spettacolo di sempre!".
Nel 1995 la band pubblica il primo album omonimo, Mushroomhead, sotto la Filthy Hands Co. (conosciuta anche come Mushroom Co.). Dopo questa pubblicazione i vari membri della band lasciano gli altri gruppi di cui fanno parte e rendono i Mushroomhead il loro progetto principale. Sebbene la formazione sia cambiata più volte durante gli anni novanta, la band ha continuato a registrare album e a guadagnare fan. Nel 1996 pubblicano il secondo album, Superbuick, e nel 1999 il terzo, M3, ultimo album ad essere autoprodotto dalla band.

### XX,XIIIe il successo (2000-2005)
Nel 2001 i Mushroomhead distribuiscono la loro prima raccolta, chiamata XX, sotto l'etichetta indipendente Eclipse Records. Nel corso dello stesso anno, dopo aver venduto rapidamente 40,000 copie nel giro di due-tre mesi, firmano per la Universal e XX viene rimasterizzata e pubblicata a livello internazionale. L'uscita dell'album ha portato la band a partecipare a grandi tour nazionali ed internazionali, partecipando anche all'OzzFest nel 2002 e pubblicano il primo singolo, Solitaire/Unraveling. XX riesce a vendere in totale 300,000 copie. Sempre nello stesso anno il chitarrista J.J. Righteous viene sostituito da Marko Vukcevich (Bronson). Nel 2003 esce XIII, il primo album con materiale inedito ad essere pubblicato tramite Universal Records. L'album è preceduto dal singolo Sun Doesn't Rise, il quale compare nel programma Headbangers Ball di MTV ed entra a far parte della colonna sonora del film horror Freddy vs. Jason. L'album vende 400,000 copie in tutto il mondo e raggiunge la posizione 40 su Billboard. Esso contiene anche una traccia nascosta, Crazy, che è una cover di Seal.
Dopo un lungo tour mondiale il cantante Jason Popson (J-Mann) annuncia di voler lasciare i Mushroomhead nell'agosto del 2004 a causa della stanchezza e del fatto che deve prendersi cura del padre malato. Fu quindi rimpiazzato dal cantante dei Three Quarters Dead, Waylon Reavis. Nell'agosto del 2005 la band autopubblica il primo DVD, Volume 1, per la propria etichetta Filthy Hands. Prodotto, diretto, girato e montato dalla band, il DVD racconta del successo a partire dagli anni 2000 con esibizioni dal vivo, video musicali e dietro le quinte. Durante il tour del 2005 la band inizia il processo di scrittura del nuovo album. Nello stesso anno, a dicembre, la band firma per la Megaforce Records garantendo la pubblicazione di un album a livello nazionale e internazionale. I Mushroomhead guidano il The Music For Freedom Tour sponsorizzato dalla Jägermeister insieme a Dope e Nocturne nella House of Blues di New Orleans.

### Savior SorroweBeautiful Stories for Ugly Children(2006–2011)
Savior Sorrow è stato pubblicato il 19 settembre 2006, raggiungendo la posizione 45 su Billboard 200 e ha venduto oltre 12,000 copie. Secondo l'etichetta discografica l'album aveva raggiunto le 25,000 copie, incluso il numero delle vendite eseguite durante il tour. In seguito la band si è aggiudicata il 50 posto. Simple Survival, il singolo commercializzato prima dell'album, è arrivato al numero 39 su Mainstream Rock Songs. Nello stesso anno Daniel Fox (Lil Dan) si unisce ai Mushroomhead come batterista per i tour.
La band ha suonato in tre occasioni al Mayhem Festival, sostituendo i Bullet for My Valentine che non potevano essere presenti.

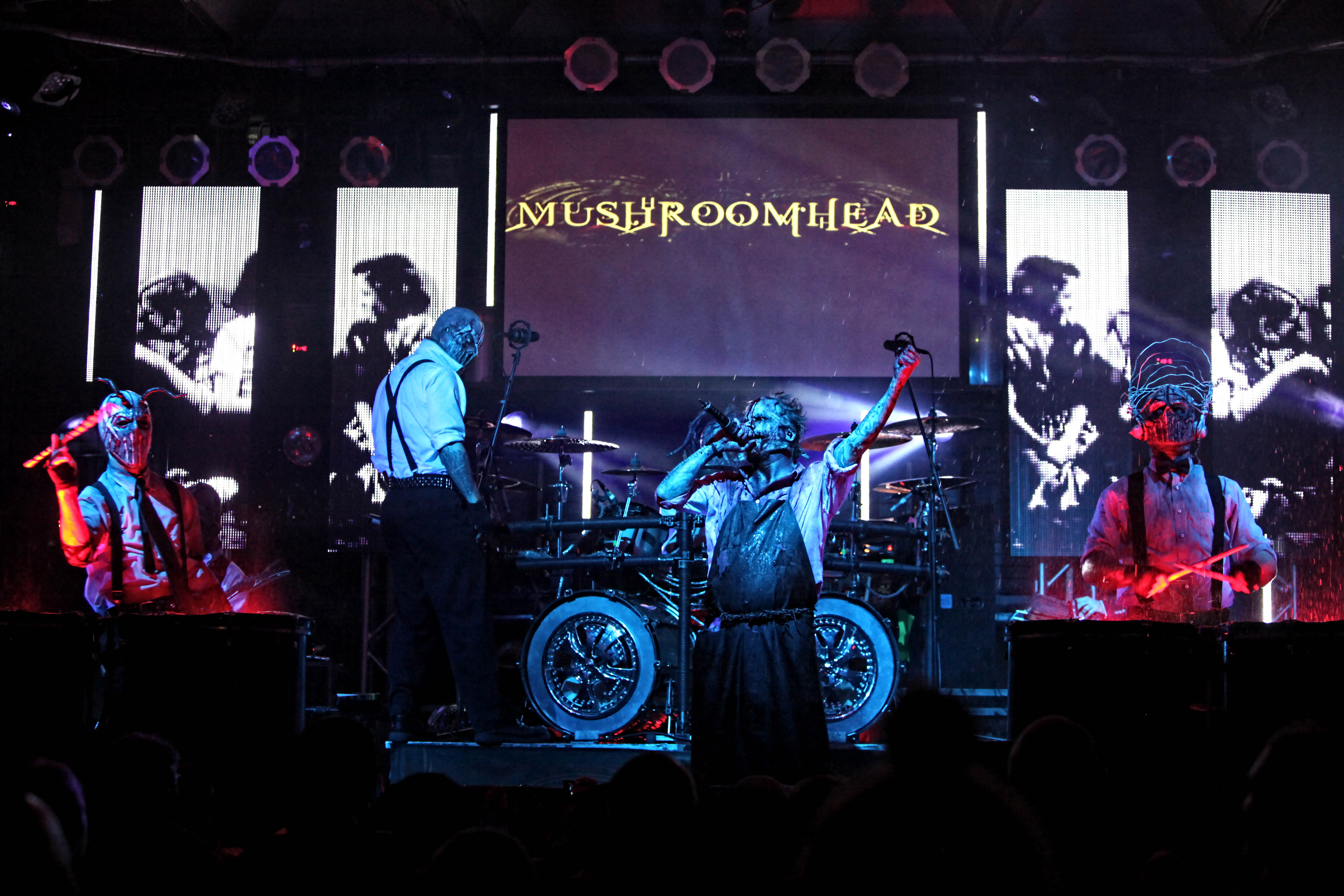
I Mushroomhead in concerto a Fort Lauderdale nel 2013.

I video live sono stati ripresi per formare il secondo DVD, intitolato Volume 2, che viene pubblicato il 28 ottobre 2008. Contiene due ore e mezza di contenuti compresi i live del tour per promuovere Savior Sorrow, i video delle canzoni 12 Hundred, Simple Survival, Burn, Tattoo, Save Us e Embrace The Ending, il commento dei video e i dietro le quinte. Per supportare la pubblicazione del DVD i Mushroomhead avviano un nuovo tour con The Autumn Offering dal 3 ottobre in Ohio fino al 2 novembre in Pennsylvania.
Dopo aver finito i concerti, tornano in studio per iniziare la scrittura del nuovo album. Beautiful Stories for Ugly Children viene pubblicato nel settembre del 2010. La prima settimana dopo la pubblicazione, diventa l'album metal più scaricato su iTunes, aggiudicandosi il primo posto.
La canzone Your Soul Is Mine viene inserita nella colonna sonora di Saw VI. Il 1º ottobre 2010 debutta il singolo Come On su Headbangers Ball di MTV, ma ne viene proibita la messa in onda poco più tardi a causa di scene contenenti violenza grafica. Il 28 ottobre 2010 il chitarrista e membro fondatore John Sekula (J.J. Righteous) è morto per cause sconosciute all'età di 41 anni. Sempre nel mese di ottobre, in seguito alla morte di Sekula, Sul palco fa la sua Jason Popson (ex cantante del gruppo) durante un loro spettacolo per Halloween e canta due canzoni insieme a Nothing e Waylon. Alla fine dell'evento Popson e Waylon dichiarano di non aver nessun rancore l'uno con l'altro e di essere in buoni rapporti.

### Nuova formazione eThe Righteous & The Butterfly(2012-attualità)
Nel febbraio del 2012 viene annunciato che il chitarrista Gravy e il bassista Pig Benis hanno lasciato la band e che sono stati rimpiazzati rispettivamente da Tommy Church e Ryan Farrell. Nel mese di aprile Dave "Gravy" Felton ha dichiarato pubblicamente sulla sua fan page di Facebook che è stato "cacciato fuori dal gruppo". A maggio Daniel Fox (Lil Dan) lascia i Mushroomhead. Si diceva che stava lavorando come tecnico della batteria per Marilyn Manson. Il 22 maggio Dave Felton pubblica sulla sua fan page un'intervista sul suo ultimo periodo nella band.
Nell'intervista gli è stato chiesto come mai si è separato dai Mushroomhead. Ha detto che è stato cacciato via e-mail e che era la terza volta che gli era stato detto di andarsene. Ha detto che pensava che uno dei motivi fosse non avere una mentalità da festa (bere e fumare). L'intervista era in onda su Uncensored Net Noise di Radio Msc Network LLC. Il tecnico della batteria "Major Trauma" aveva temporaneamente sostituito Lil Dan nell'Hed 2 Head Tour 3. Giovedì 16 agosto i Mushroomhead hanno dichiarato sulla loro pagina ufficiale di Facebook che l'ex membro Bronson sarebbe tornato a suonare la chitarra per il loro "Old School Show" del 2012. A settembre annunciano di essere tornati in studio per lavorare a nuovo materiale per il nuovo album. Nel 2013 partecipano al Rockapalooza Festival e il 24 agosto viene annunciato il ritorno dell'ex cantante Jason "J-Mann" Popson.
Nel 2014 i Mushroomhead fanno il loro primo tour in Australia partecipando al Soundwave Festival. Il 13 maggio viene commercializzato il nuovo album, The Righteous & the Butterfly. Il frontman Jeffrey Nothing pubblica il primo singolo non ufficiale dell'album, Qwerty, su YouTube tramite il proprio profilo Facebook. L'album ha ricevuto soprattutto recensioni positive ed è stato il primo dei Mushroomhead a raggiungere la top 20 alla posizione 20 nella Billboard 200, vendendo 11,000 copie nella prima settimana. Ha raggiunto inoltre la posizione numero 1 nella classifica indie di Billboard, la numero 5 su Top Rock Albums e numero 1 su Top Hard Rock Albums.
Il 28 agosto pubblicano il secondo singolo dall'ultimo album, Out of My Mind, e viene annunciata la loro partecipazione insieme agli Insane Clown Posse per lo Shockfest Tour.
Altri cambi di formazione son avvenuti dal 2021 ad oggi, riesce dal gruppo J MANN, e si annota l'uscita di St1tch, entrano nella band, xtriker , Aydin Kerr e Jenkins. Il 09 Agosto 2024 esce il nuovo album, "Call the Devil".

## Immagine e stile

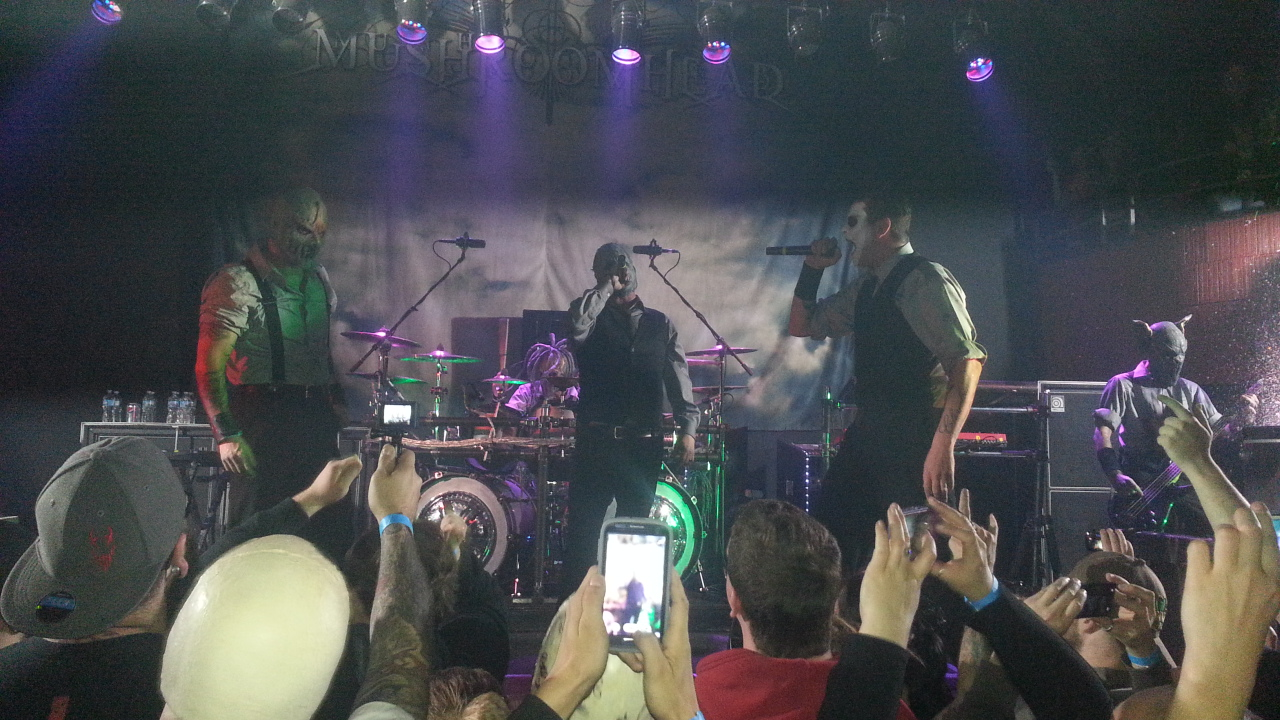
I Mushroomhead con le loro attuali maschere nel 2014

I Mushroomhead si contraddistinguono principalmente per l'uso di maschere e per il loro particolare logo ("X Face") presente nei lineamenti delle maschere dei membri, nell'abbigliamento e nel merchandise. Il look della band si è evoluto nel corso degli anni con ogni loro pubblicazione: le loro prime maschere erano semplicemente di colore nero con delle cuciture bianche per formare il logo. Hanno iniziato a cambiarle dopo l'abbandono di Popson e la pubblicazione di Savior Sorrow, assumendo un aspetto molto più cruento e disturbante. Le loro maschere attuali, come confermato da uno dei loro produttori, rappresentano il loro ritorno dall'inferno dopo essere stati uccisi in guerra. In un'intervista Skinny disse che hanno usato le maschere in bianco e nero con il logo "X Face" per molto tempo ed hanno modificato l'immagine del gruppo per il cambio del cantante. Hanno creato maschere diverse per ogni membro e ognuno ha messo un po' della propria personalità in esse. Le maschere indossate attualmente dai Mushroomhead sono una versione più horror di quelle assunte per la pubblicazione di Beautiful Stories for Ugly Children.
Il sound dei Mushroomhead combina elementi di generi diversi, come heavy metal, alternative rock, new age, hip hop, musica sperimentale, musica industriale e techno. Lo stile musicale del gruppo viene categorizzato dai critici come alternative metal, industrial metal, electro-industrial, nu metal, metal d'avanguardia e symphonic metal. Le band che hanno influenzato maggiormente i Mushroomhead sono state Mr. Bungle, Faith No More, Pink Floyd, Pantera, Nine Inch Nails, Rammstein e KMFDM.

### Rapporto con gli Slipknot e possibile mega-tour
A causa di alcune somiglianze tra le due band, come le maschere e i costumi indossati sul palco, su varie riviste e siti internet di musica si è chiacchierato parecchio riguardo ad una possibile rivalità tra di esse. In realtà i pettegolezzi sono scaturiti da un malinteso che aveva a che fare con la casa discografica della Roadrunner Records: prima di offrire un contratto agli Slipknot la Roadrunner era interessata ai Mushroomhead, ma questi hanno declinato l'affare. Il cantante e frontman Jeffrey Nothing nel 2014 ha così spiegato la faccenda in un'intervista per Hellhound Music:
Nello stesso anno anche Corey Taylor, il cantante degli Slipknot, respinge la teoria di una faida, e annuncia invece di voler iniziare un mega-tour di gruppi mascherati insieme a Mushroomhead, GWAR e Mudvayne. Il secondo cantante dei Mushroomhead, Jason Popson, ha inoltre affermato di essere in buoni rapporti con gli Slipknot e che gli piacerebbe molto fare un tour congiunto.

## Discografia

### Album in studio
- 1995 – Mushroomhead
- 1996 – Superbuick
- 1999 – M3
- 2001 – XX
- 2003 – XIII
- 2006 – Savior Sorrow
- 2010 – Beautiful Stories for Ugly Children
- 2014 – The Righteous & the Butterfly
- 2020 – A Wonderful Life
- 2024 – Call the Devil

### Raccolte
- 1997 – Remix
- 2002 – Remix 2000

### Singoli
- 2001 – Solitaire/Unraveling
- 2002 – Before I Die
- 2002 – Along the Way
- 2003 – Sun Doesn't Rise
- 2004 – Crazy
- 2004 – Kill Tomorrow
- 2006 – Simple Survival
- 2007 – Just Pretending
- 2007 – 12 Hundred
- 2007 – Save Us
- 2009 – Your Soul Is Mine
- 2010 – Come On
- 2011 – I'll Be Here
- 2014 – Qwerty
- 2014 – Out of My Mind
- 2018 – We Are the Truth

## Formazione

### Formazione attuale
- Scott "xtriker" Beck – vocals (2022–presente)
- Steve Rauckhorst – voce (2018–presente)
- Jackie Laponza (Ms. Jackie) - voce (2019-presente)
- Joe "Jenkins" Gaal – guitars (2021–presente)
- Ryan Farrell (Dr. F): basso (2012-presente)
- Rick Thomas (ST1TCH): DJ, chitarra(2001-presente)
- Steve Felton (Skinny): Percussioni (1993-presente)
- Robbie "Roberto Diablo" Godsey - percussioni (2013-presente)
- Aydin Kerr - Batteria (2024–presente; touring 2022–2024) samples, tastiera, percussioni (touring 2019)

### Ex componenti
- Joe Lenkey (Dj Virus): DJ (1993-1995)
- Jason Popson (J-Mann): voce (1993-2004, 2013-2022)
- Joe Kilcoyne (Mr. Murdernickel): basso (1993-1995)
- Richie Moore (Dinner): chitarra (1993-1998)
- John Sekula (J.J. Righteous): chitarra (1993-2001)
- Marko Vukcevich (Bronson): tastiere (1993-2001), chitarra (2001-2006)
- Jack Kilcoyne (Pig Benis) - basso (1995-2012)
- Daniel Fox (Lil Dan): percussioni (2009-2012)
- Dave Felton (Gravy): chitarra (1999-2012)
- Waylon Reavis (Waylon): voce (2004-2015)
- Tom Schmitz (Shmotz): tastiere (1993-2015)
- Tommy Church (Church): chitarra (2012-2018)
- Jeffrey Hatrix (Jeffrey Nothing): voce (1993-2018)
- Tommy "Tankx" Shaffner – chitarra (2018–2021)

### Turnisti
- Chris Chamberlain (Chamberlain): giocoliere (1993-1994, nessun contributo musicale)
- Jessica Haney (Roxy): voce (1993-2000)